# 鵜沼川崎町
鵜沼川崎町（うぬまかわさきちょう）は、岐阜県各務原市の地名。現行行政町名は鵜沼川崎町一丁目から三丁目。

## 地理
各務原市の東部の鵜沼地区に属する。
町域の東部は鵜沼三ツ池町、蘇原興亜町、西部は蘇原興亜町、川崎町、蘇原三柿野町、南部は蘇原三柿野町、北部は鵜沼三ツ池町、蘇原興亜町に接する。
地名は川崎重工業の東にあることに因み、かつては鵜沼町川崎区であった。
町域にはJR高山本線、名古屋鉄道各務原線が通過する。
道路
- 国道21号

## 歴史
この地域一帯が鵜沼土地改良区西工区として区画整理され、1975年（昭和50年）1月21日、鵜沼の一部をもって鵜沼川崎町が成立する。

## 世帯数と人口
2024年（令和6年）10月1日現在の世帯数と人口は以下の通りである。尚、各務原市の統計上、鵜沼川崎町一丁目及び鵜沼を合わせて記述する。尚、鵜沼の世帯・人口は2世帯3人である（2020年10月時点）。
| 丁目                   | 世帯数  | 人口  |
| ---------------------- | ------- | ----- |
| 鵜沼川崎町一丁目、鵜沼 | 43世帯  | 79人  |
| 鵜沼川崎町二丁目       | 177世帯 | 381人 |
| 鵜沼川崎町三丁目       | 206世帯 | 447人 |
| 計                     | 426世帯 | 907人 |

## 小・中学校の学区
市立小・中学校に通う場合、学区は以下の通りとなる。
| 番・番地等 | 小学校               | 中学校               |
| ---------- | -------------------- | -------------------- |
| 全域       | 各務原市立中央小学校 | 各務原市立中央中学校 |

## 主な施設
- 鵜沼川崎町集会施設
- 川崎公園
- 各務原川崎郵便局
- 川崎重工業・川崎重工業航空宇宙システムカンパニー岐阜工場（一部）
- ムトー精工
- 岩戸工業
- 神明神社

## 交通機関
- 各務原市ふれあいバス稲羽線